# Andrea Monti (giurista)
Andrea Monti (Pescara, 15 dicembre 1967) è un giurista e editore italiano, noto  nell'ambito dei movimenti a favore delle libertà delle reti di computer (Internet ma non solo) e dell'open source.

## Biografia
Come giurista ha affrontato i primi processi penali che hanno spinto la magistratura ad emanare le prime sentenze sul valore della computer forensics, documentando e denunciando sin dal 1995 l'adozione di leggi e regolamentazioni contro la libertà della rete. Ha partecipato a conferenze nazionali e internazionali (fra cui due edizioni del Computer Freedom and Privacy), occupandosi in modo particolare del rapporto fra ICT, regolamentazione statuale e tutela dei diritti civili. Nel 2005 il suo blog, ICTLEX, ha vinto il premio Freedom Blog Award per l'Europa, assegnato dagli utenti internet per il miglior blog in difesa della libertà di espressione su iniziativa di Reporters sans frontières. Dal 2012 è professore a contratto presso l'Università degli Studi "Gabriele d'Annunzio".
È l'ideatore della Italian Biotech Law Conference, giunta nel 2008 alla quarta edizione, evento scientifico dedicato allo studio del rapporto fra life science e diritto, che ha avuto il patrocinio del Comitato nazionale per la Biotecnologia, biosicurezza e scienza della vita presso la presidenza del Consiglio dei ministri; è  inoltre presidente di ALCEI, Associazione per la Libertà nella Comunicazione Elettronica Interattiva, cui si associò nel 1995. È inoltre molto attivo a sostegno della diffusione dell'Open Source nella Pubblica Amministrazione.
All'attività legale e divulgativa affianca quella di scrittore, traduttore ed editore (nel settembre del 2004 ha fondato con Alessia Ambrosini la casa editrice Monti & Ambrosini Editori. È autore, assieme a Stefano Chiccarelli, di Spaghetti hacker (1997) e con Corrado Giustozzi ed Enrico Zimuel di Segreti, spie, codici cifrati (1999), che trattano di crittografia, hacking, repressione e censura; Nel 1999 ha tradotto dall'inglese, con il titolo Il disagio tecnologico, il libro The Inmates are running the Asylum, scritto da Alan Cooper. Nel 2001 ha scritto con Alessia Ambrosini il libro Trademark Online pubblicato da Hops Editore. Nel 2011 ha tradotto, sempre dall'inglese con il titolo La legge di Parkinson il libro Parkinson's Law, di Cyril Northcote Parkinson.